# Brian Steele
Brian Steele (Milford, 27 settembre 1963) è uno stuntman e attore statunitense.
Per via della sua notevole altezza (205 centimetri) ha spesso interpretato la parte del mostro nei film in cui ha recitato.

## Biografia
Da giovane ha lavorato in diversi parchi divertimenti interpretando spesso Frankenstein in varie attrazioni dell'orrore e fu proprio tale lavoro che lo convinse a recitare nei film.
Tra i suoi ruoli più conosciuti ci sono Samael in Hellboy, un Lycan in Underworld, William Corvinus in Underworld: Evolution, il grande Lycan in Underworld: Rise of the Lycans, T-600 in Terminator Salvation e Berserker Predator in Predators.

## Vita privata
Ha 3 fratelli maggiori.

## Filmografia

### Cinema
- Relic - L'evoluzione del terrore (The Relic), regia di Peter Hyams (1997)
- L'urlo dell'odio (The Edge), regia di Lee Tamahori (1997) (non accreditato)
- La mossa del diavolo (Bless the Child), regia di Chuck Russell (2000)
- Monkeybone, regia di Henry Selick (2001)
- Men in Black II, regia di Barry Sonnenfeld (2002) (non accreditato)
- Underworld, regia di Len Wiseman (2003)
- Hellboy, regia di Guillermo del Toro (2004)
- Blade: Trinity, regia di David S. Goyer (2004) (non accreditato)
- Il nascondiglio del diavolo - The Cave (The Cave), regia di Bruce Hunt (2005)
- Doom, regia di Andrzej Bartkowiak (2005)
- Underworld: Evolution, regia di Len Wiseman (2006)
- Lady in the Water, regia di M. Night Shyamalan (2006)
- Resident Evil: Extinction, regia di Russell Mulcahy (2007)
- Hellboy: The Golden Army (Hellboy II: The Golden Army), regia di Guillermo del Toro (2008)
- Underworld - La ribellione dei Lycans (Underworld: Rise of the Lycans), regia di Patrick Tatopoulos (2009)
- Terminator Salvation, regia di McG (2009)
- Predators, regia di Nimród Antal (2010)
- Dylan Dog - Il film (Dylan Dog: Dead of Night), regia di Kevin Munroe (2011)
- Sua Maestà (Your Highness), regia di David Gordon Green (2011)
- Anchorman 2 - Fotti la notizia (Anchorman 2: The Legend Continues), regia di Adam McKay (2013)
- Il segnato (Paranormal Activity: The Marked Ones), regia di Christopher B. Landon (2014) (non accreditato)

### Televisione
- Harry e gli Henderson (Harry and the Hendersons) – serie TV, 22 episodi (1993)
- Progetto Eden (Earth 2) – serie TV, 10 episodi (1994-1995)
- Creatura (Creature) – miniserie TV (1998)
- Mamma, io vengo da un altro pianeta? (Can of Worms) – film TV (1999)
- Il giorno in cui il mondo finì (The Day the World Ended) – film TV (2001)
- Grimm – serie TV, episodi 2x18-4x04 (2013-2014)
- Lost in Space – serie TV, 9 episodi (2018)

## Doppiatori italiani
Nelle versioni in italiano delle opere in cui ha recitato, Brian Steele è stato doppiato da:
- Gianluca Machelli in Hellboy: The Golden Army (Troll)
- Sandro Iovino in Hellboy: The Golden Army (proprietario del negozio)
- Carlo Petruccetti in Lost in Space (st. 1-2)
- Alessandro Budroni in Lost in Space (st. 3)